# Дадешкелиани, Георгий Тенгизович
Георгий Тенгизович (Николаевич) Дадешкелиани (23 августа 1858 — 1921) — русский военный и государственный деятель, генерал-майор (1912), исправляющий должность военного губернатора Дагестанской области (1915—16).

## Биография
Родился в 1858 году. Из рода князей Дадешкелиани, владетелей Сванетии, лишённых владений и титула. Поступил на военную службу в 1876 году в Эриванский 13-й лейб-гренадерский полк вольноопределяющимся. Участвовал в Русско-турецкой войне 1877—78 годов, был ранен во время штурма Ардагана (с этого времени до конца жизни хромал), награждён Знаком отличия Военного ордена 4-й степени и направлен для получения военного образование в Тифлисское юнкерское училище. Из училища в 1879 году был выпущен прапорщиком в тот же полк. Подпоручик (1884). 
С 1885 года служил в органах власти Кутаисской губернии (в частности, был помощником пристава в Сванетии, где его хорошо знали), продолжая при этом числится пехотным офицером. Последовательно возглавлял уезды: Зугдидский (1893—97), Рачинский (1897—1899), Кутаисский (с 1899). За годы службы в губернии оказал правительству многие полезные услуги. 
Помощник военного губернатора Карсской области (1906—1908). Помощник военного губернатора Дагестанской области (1908—1915). С 1909 года — полковник. 
Исправляющий должность Дагестанского военного губернатора (ок. 1915—1916). Генерал-майор (1917; указом Временного правительства). В том же году вышел в отставку и поселился в Тифлисе. 
Жена — поэтесса и педагог Анна Александровна (Анета), урождённая княжна Дадиани (1872—1922), племянница поэта и писателя Акакия Церетели. Оба сына погибли в сражениях Первой мировой войны. 
Жил в бедности, ходатайствовал о назначении пенсии. 
Скончался в 1921 году. 

## Награды
Российские
- Знак отличия Военного ордена 4 степени (1877)
- Орден Святого Станислава 3-й степени
- Орден Святой Анны 3-й степени
- Орден Святого Станислава 2-й степени
- Орден Святой Анны 2-й степени
- Орден Святого Владимира 4-й степени за 25 лет беспорочной службы (1905)
- Орден Святого Владимира 3-й степени (1912)

Иностранные
- Орден Почетного легиона (командор, Франция, 1916)